# Andres Silva
Andres Silva (15 marzo 1988) è un giocatore di football americano svizzero che gioca nel ruolo di runningback per i Lugano Rebels.